# Zombie Nation (banda)
Zombie Nation es un proyecto alemán de música techno y electro del DJ y productor de música de Múnich Florian Senfter (alias Splank!).
El primer EP de Zombie Nation fue publicado en la primavera de 1999 bajo el sello Gigolo Records de DJ Hell. El remix de la canción «Kernkraft 400» consiguió primeros puestos en las listas de todo el mundo y se convirtió en una de las canciones más famosas de la música electrónica de baile.
Florian Senfter lleva publicando pistas bajo el nombre de Zombie Nation y su seudónimo John Starlight con diversos sellos discográficos desde 2001. En 2002 Splank! creó su propio sello discográfico Dekathlon Records que, a principios de 2005, pasó a convertirse en la nueva subdiscográfica UKW Records. En ella se publicaron, a partir de 2003, todos los soportes de Zombie Nation. En 2006 se publicó el tercer álbum Black Toys. El sonido Zombie Nation supone un crossover de estilos electrónicos
En el verano de 2007 se publicó la canción "Lower State of Consciousness" tras una colaboración con el artista canadiense Tiga.
Zombie Nation es, desde 1999, uno de los actos en vivo de la música electrónica más visitados en el escenario de los clubes internacionales. En sus conciertos, Splank! adapta sus canciones cada vez de manera completamente nueva. Son típicas sus improvisaciones, especialmente de actuaciones de pruebas y sonidos creados. La pieza clave instrumental es una AKAI MPC 4000, así como diversos dispositivos de efectos.

## Discografía

### Álbumes
- 1999 - „Leichenschmaus“, LP (Gigolo 028)
- 2003 - „Absorber“ (Dekathlon 010)
- 2006 - „Black Toys“ (UKW 05)
- 2009 - Zombielicious (UKW 12)
- 2012 - RGB (Turbo Recordings)

### Sencillos
- 1999 - „Kernkraft 400“ (Gigolo 019)
- 2001 - „Unload“ (Gigolo 082)
- 2003 - „Souls At Zero“ (con Sven Väth Remix) (Dekathlon 009)
- 2003 - „The Cut“ (con DJ Naughty Remix) (Dekathlon 012)
- 2005 - „Paeng Paeng“ (UKW 2 // ltd. 500)
- 2005 - „Paeng Paeng“ (Cocoon Records 17)
- 2006 - „Money Talks“ (UKW 3)
- 2006 - „Booster“ (UKW 4)
- 2007 - „Peace & Greed“ (UKW 6) (Remix de Yuksek ý Headman)
- 2007 - „Lower State Of Consciousness“, 12" como ZZT, con Tiga (incl. Justice Remixes) (UKW/Turbo)
- 2007 - „Gizmode“, 12" (UKW 8)
- 2008 - The Worm, 12" (UKW/Turbo) como ZZT, junto a Tiga (incl. Erol Alkan Remix)
- 2008 - Forza, 12", remixes por Fukkk Offf y Housemeister (UKW 10)
- 2008 - Worth It, 12" (UKW 11)
- 2010 - Overshoot / Squeek, 12", (UKW 13) (remixes por DJ Mehdi y Bart B More)
- 2010 - Zzafrika como ZZT, con Tiga (incl. Afrojack Rework, Tomas Andersson Remixes)
- 2011 - Chickflick, 12", remixes por Boris Dlugosch y Siriusmo (UKW 14)
- 2011 - Tight (incl. Etienne De Crécy Remix) (UKW15)
- 2011 - "Vulkan Alarm!", como ZZT (con Tiga)
- 2012 - Meathead  EP (Turbo 133)
- 2013 - "Level", como ZZT (con Tiga)
- 2013 - Fishtank/ Guzzler(UKW 017)
- 2014 - Gnork (UKW 019)
- 2014 - TGV (UKW 019)
- 2015 - A Night At The Zoo (UKW 021)
- 2016 - Something Else (Twin Turbo 036)
- 2017 - Knockout (UKW 022)

### Remezclas
- 1999 - Dakar & Grinser: „Take me naked“ (DiskoB 087)
- 2000 - Phillip Boa: „So What“ (BMG Ariola)
- 2001 - Takkyu Ishino: „Suck me Disko“ (Zomba Rec. EXEC 08)
- 2001 - I-f: „Space Invaders are smoking grass“ (Loaded/Eastwest Leaded 012)
- 2001 - Ladytron: „Playgirl“ (Labels/Virgin LC03098)
- 2002 - Colonel Abrahms: „Trapped“ (eastwest UPUS011.03)
- 2002 - Divine: „Native Love“ (Gigolo/EDM 090)
- 2002 - AFA / The Human League: „Being Boiled“ (Edel 0141690CLU)
- 2002 - My Robot Friend: „The Fake“ (Dekathlon 002)
- 2002 - Gater: „Taboo“ (Dekathlon 003)
- 2002 - Acid Scout: „Sexy Robot“ (Kurbel 027)
- 2003 - My Robot Friend: „Walt Whitman“ (Dekathlon 008)
- 2004 - NAM:LIVE: „The Church of NAM“ (Dekathlon 013)
- 2004 - Codec & Flexor: „Time has changed“ (Television 08)
- 2007 - Headman – "On" (Relish)
- 2008 - The Presets – "This Boy's in Love" (Modular)
- 2008 - Three 6 Mafia – "I Got"
- 2009 - Adam Freeland – "Under Control" (Marine Parade)
- 2009 - Kid Sister – "Get Fresh" (Fools Gold)
- 2009 - Tiga – "What You Need" (Turbo Records)
- 2009 - Telonius – Disco-Tec
- 2011 - Punks Jump Up – Blockhead
- 2012 - Housemeister – "Clarisse"
- 2012 - Zoo Brazil – "Single of the Year"
- 2016 - Destructo – "Techno"